# جيمي شولتس
جيمي شولتس هو سياسي ألماني، ولد في 22 أكتوبر 1968 في فرايبورغ في ألمانيا، وتوفي في 25 نوفمبر 2019 في هوهنبغون في ألمانيا بسبب سرطان البنكرياس. نشط حزبياً في الحزب الديمقراطي الحر. في الانتخابات الفيدرالية الألمانية 2017، انتخب عضو في البوندستاغ الألماني عن دائرة Munich Land (electoral district) ‏ وقد انضم خلال البوندستاغ الألماني التاسع عشر (24 أكتوبر 2017 – ) للكتلة البرلمانية جماعة الديمقراطيين الأحرار ‏ وانتخب عضو في البوندستاغ الألماني خلال فترته النيابية ‏ (27 أكتوبر 2009 – 22 أكتوبر 2013).

## وصلات خارجية
- الموقع الرسمي